# 아우구스타 폰 작센바이마르아이제나흐 대공녀
아우구스타 루이제 카타리나 폰 작센바이마르아이제나흐(독일어: Augusta Marie Luise Katharina von Saxen-Weimar-Eisenach, 1811년 9월 30일 ~ 1890년 1월 7일)는 프로이센의 왕비이자 독일 제국의 초대 황후이다. 빌헬름 1세의 황후이자 프리드리히 3세의 모후이다. 빌헬름 2세에게는 할머니가 된다.

## 생애
1811년 9월 30일 작센바이마르아이제나흐 대공 칼 프리드리히와 러시아 여대공 마리아 파블로브나의 세 번째 자식으로 태어났다. 풀네임은 아우구스타 마리 루이제 카타리나 폰 작센바이마르아이제나흐(Augusta Marie Luise Katharina von Sachsen-Weimar-Eisenach). 1829년, 프로이센의 왕자 빌헬름과 결혼했지만 빌헬름에게는 서로 사랑하던 연인 엘리자 라지비우가 있었다. 그러나 엘리자의 혈통이 문제가 되어 그녀와의 결혼이 불가능해지자 빌헬름은 어쩔 수 없이 아우구스타와 결혼했고, 이로 인해 빌헬름과 아우구스타의 결혼 생활은 불행했다.

## 자녀
| 사진 | 이름              | 생일             | 사망                   | 기타                                       |
| ---- | ----------------- | ---------------- | ---------------------- | ------------------------------------------ |
|      | 프리드리히 3세    | 1831년 10월 18일 | 1888년 6월 15일 (56세) | 제위 계승, 슬하 4남 4녀                    |
|      | 프로이센의 루이제 | 1838년 10월 15일 | 1923년 1월 2일 (84세)  | 바덴의 프리드리히 1세와 결혼. 슬하 2남 1녀 |

| 전임 바이에른의 엘리자베트 루도비카 | 프로이센 왕비 1861년 1월 2일~1888년 3월 9일 | 후임 프린세스 로열 빅토리아 |

| 전임 (신설) | 독일 황후 1871년 1월 18일~1888년 3월 9일 | 후임 프린세스 로열 빅토리아 |